# Atomová fyzika

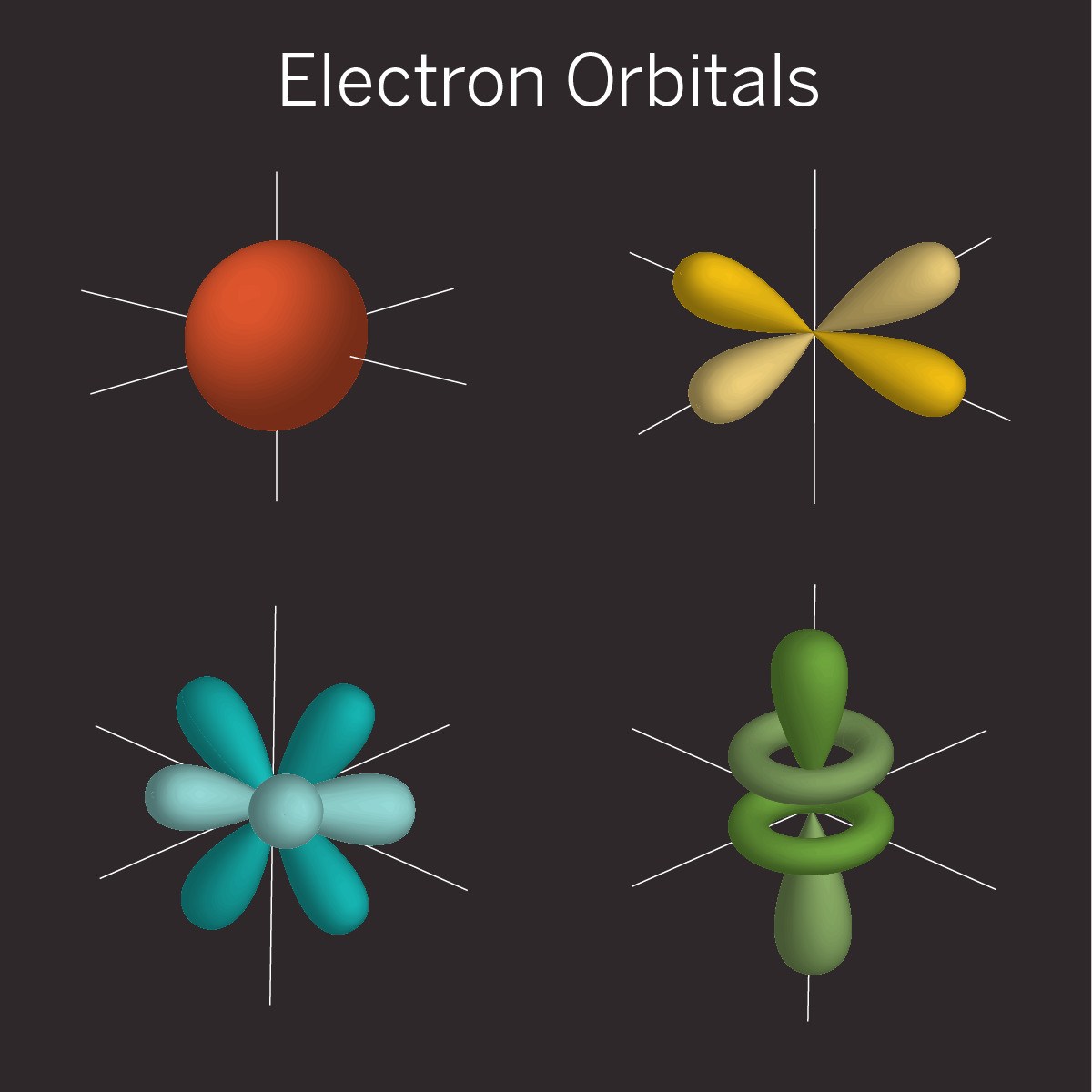
Počítačové zobrazení různých elektronových orbitalů

Atomová fyzika (též fyzika atomu nebo atomistika) je část fyziky zabývající se studiem elektronového obalu atomů. Původně se atomová fyzika zabývala také atomovým jádrem, avšak této části atomu se dnes věnuje jaderná fyzika.

## Využití
Zkoumání atomu umožnilo pochopit jeho strukturu a navrhnout vhodný model atomu, který by tuto strukturu popisoval. Tyto výzkumy vedly k závěru, že atom se skládá z velmi malého atomového jádra a elektronového obalu, který toto jádro obklopuje.
Elektronový obal má vliv na strukturu a fyzikální a chemické vlastnosti látek, vytváření vazeb mezi atomy apod. Všechny tyto vlivy mají zásadní vliv na makroskopické vlastnosti látky.
Výsledky studia elektronového obalu mají dopad především na chemii, ale také např. na fyziku pevných látek.

## Význační atomoví fyzici
období před kvantovou mechanikou
- John Dalton
- Joseph von Fraunhofer
- Johannes Rydberg
- J.J. Thomson

období kvantové mechaniky
- David Bates
- Niels Bohr
- Max Born
- Clinton Joseph Davisson
- Charlotte Froese Fischer
- Vladimir Fock
- Douglas Hartree
- Ratko Janev
- Harrie S. Massey
- Nevill Mott
- Mike Seaton
- John C. Slater
- George Paget Thomson